# Croix de guerre 1939-1945
La Croix de guerre 1939–1945 ("Croce di guerra 1939-1945") è una decorazione francese istituita il 26 settembre 1939, tramite decreto legge, per onorare quanti, assieme agli alleati, avessero combattuto contro le Potenze dell'Asse durante la Seconda guerra mondiale. Essa si rifaceva nel disegno alla Croix 1914-1918, istituita con lo scoppio della Grande guerra.

## Storia
Il 26 settembre 1939 un decreto legge istituì una croce di guerra commemorativa per gli atti di coraggio in guerra, nell'ordine delle forze di terra, mare e aria. I termini e le condizioni per l'assegnazione di questa decorazione sono essenzialmente gli stessi che regolavano la Croce di Guerra del 1914-1918, istituita con lo scoppio della Prima guerra mondiale. Il primo ministro Édouard Daladier sottolineò che non si dovesse comunque abusare della decorazione, così per evitare abusi che avrebbero rapidamente svalutato il valore della Croce di Guerra, il comando garantirà che questa onorificenza non venga assegnata in modo troppo generoso in alcune unità rispetto ad altre unità impegnate in condizioni analoghe. Dopo la liberazione della Francia, l'ordinanza del Comitato francese di Liberazione nazionale del 7 gennaio 1944 vietò l'uso della croce istituita sotto il governo filonazista di Vichy e reintrodusse la croce 1939. Con decreto del 28 gennaio 1954, la Croce di Guerra 1939-1945 poteva essere conferita ai cittadini francesi che, con l'approvazione del governo, avessero ottenuto una o più decorazioni straniere accompagnate da una menzione che ne ricordasse l'eccellente condotta durante le campagne militari del 1939-1945 .

## Insigniti

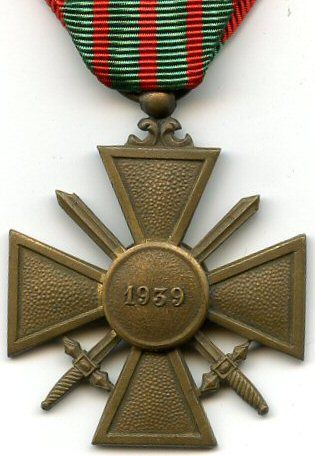
Retro della Croix de guerre 1939-1945.

Essa poteva essere concessa unicamente a quanti avessero partecipato ad almeno uno dei seguenti episodi bellici :
- Battaglia di Francia
- Resistenza francese
- Esercito libero
- Fronte occidentale
- Fronte mediorientale
- Fronte mediterraneo
- Campagne d'Africa

La Croix de guerre poteva essere completata anche da un segno distintivo di menzione speciale, ovvero di segnalazione dell'insignito per coraggio e forza dimostrati sul campo, rappresentati da una stella o da una palma come spiegato in seguito. L'attore americano James Stewart dopo 20 missioni ufficiali, ricevette per due volte la Croce di guerra al valore aeronautico per le azioni in battaglia e fu insignito della Croix de Guerre francese. Fra gli Italiani insigniti il giovanissimo partigiano Domenico Di Marco, arruolato sedicenne nelle FFI, e morto in combattimento il giorno del 17° compleanno in Germania: ricevette sia la croce con stella sia quella con palma - oltre alla medaglia d'oro al valor militare alla memoria in Italia.

## Insegne
- medaglia: venne disegnata dallo scultore francese Paul-Albert Bartholomé. Essa aveva un diametro di 37 mm e disponeva di quattro braccia con due spade incrociate sul retro. Di fronte, al centro, si trovava il profilo della Francia personificata in una donna col berretto frigio, circondata dalla legenda "REPUBLIQUE FRANCAISE". Sul retro si trovavano le date del conflitto che potevano essere differenti: 1939–1940, 1939–1945, o semplicemente 1940 [2][3].
- nastro: rosso con quattro strisce verdi al centro.

## Segni distintivi
Per quanti si fossero distinti in dispacci si applicavano i seguenti segni distintivi :
- stella di bronzo per quanti fossero stati menzionati a livello di reggimento o brigata.
- stella d'argento per quanti fossero stati menzionati a livello di divisione.
- stella d'argento e smalti per quanti fossero stati menzionati a livello di corpo d'armata.
- palma di bronzo per quanti fossero stati menzionati a livello di armata.3
- palma d'argento per quanti fossero stati menzionati cinque volte a livello di armata.
- palma d'argento e smalti per quanti fossero stati menzionati all'interno del FFF.